# Pimiento de Torquemada
Pimiento de Torquemada es un producto agrario propio de la localidad de Torquemada y las localidades de su entorno, en la provincia de Palencia (comunidad autónoma de Castilla y León), España. 

## Características
Esta variedad de pimiento se caracteriza por ser de fruto grande, carne gruesa y sabor dulce.  Tiene una calidad superior a la media ibérica. Fruto de esta calidad, desde hace unos años se festeja la denominada Fiesta del Pimiento de Torquemada, dónde se ofrece una degustación de pimiento y otros alimentos de variedades locales.